# Monopis trapezoides
Monopis trapezoides är en fjärilsart som beskrevs av Petersen och Reinhardt Gaedike 1993. Monopis trapezoides ingår i släktet Monopis och familjen äkta malar. Inga underarter finns listade i Catalogue of Life.